# Sello de Mauritania
El sello de Mauritania (en árabe: شعار الجمهورية الإسلامية الموريتانية) está basado en la bandera nacional de Mauritania, que fue adoptada el 15 de agosto de 2017. Contiene emblemas rojos, verdes y dorados. El verde simboliza el Islam, la religión principal en la nación, el dorado representa las arenas del desierto del Sahara, y el rojo representa el derramamiento de sangre de las personas que lucharon por la independencia. El creciente y la estrella también son emblemas del Islam. Los bordes leen "República islámica de Mauritania" en árabe y francés. El sello consiste en un círculo de color verde en el que figuran un creciente (luna creciente) de color dorado y, sobre él, una estrella de cinco puntas del mismo color. El creciente y la estrella son dos símbolos tradicionales del Islam. Delante del creciente aparecen representadas una palmera y una planta de maíz o mijo. En la parte exterior del sello de Mauritania aparece escrita, dentro de un borde de color rojo, la denominación oficial del país en letras amarillas: República Islámica de Mauritania. El nombre oficial del país figura en árabe en la parte superior, الجمهورية الإسلامية الموريتانية Al-Ǧumhūriyyah al-Islāmiyyah al-Mūrītāniyyah; y en francés, République Islamique de Mauritanie, en la inferior.
El color verde del fondo del sello, el creciente y la estrella de cinco puntas son los elementos que forman la bandera nacional. En la anterior versión del sello de Mauritania (usada entre el 1 de abril de 1959 y el 28 de noviembre de 2018) sólo se emplean los colores verde y amarillo.

### Evolución histórica del escudo

Sello de Mauritania (1959)
Sello de Mauritania (1959-2018)
Sello de Mauritania (1959-2018) en blanco y negro
Sello de Mauritania (2018-Actualidad)